# میشکوویتسه
میشکوویتسه (به لاتین: Miszkowice) یک روستا در لهستان است که در گمینا لوباوکا واقع شده‌است.